# Louis François Sancerre
Louis François Sancerre est un homme politique français né le 14 mai 1755 et décédé à une date inconnue.
Commissaire du roi près le district de Castres, il est député du Tarn de 1791 à 1792.

## Sources
« Louis François Sancerre », dans Adolphe Robert et Gaston Cougny, Dictionnaire des parlementaires français, Edgar Bourloton, 1889-1891 [détail de l’édition]